# Worcestershire
Worcestershire és un comtat d'Anglaterra, que del 1974 al 1988 formà part d'un comtat anomenat Hereford i Worcester. Limita amb els comtats de Herefordshire, Shropshire, Staffordshire, West Midlands, Warwickshire, i Gloucestershire. El territori està repartit en sis districtes: Worcester, Redditch, Wychavon, Malvern Hills, Wyre Forest, i Bromsgrove. La capital és Worcester, que també és la població més gran. Llevat d'unes poques ciutats el comtat és predominantment rural. El seu paisatge i les cases de camperols es van fer famosos, en ser retratats pel pintor escocès Arthur Claude Strahan (1865-1929).

## Geografia

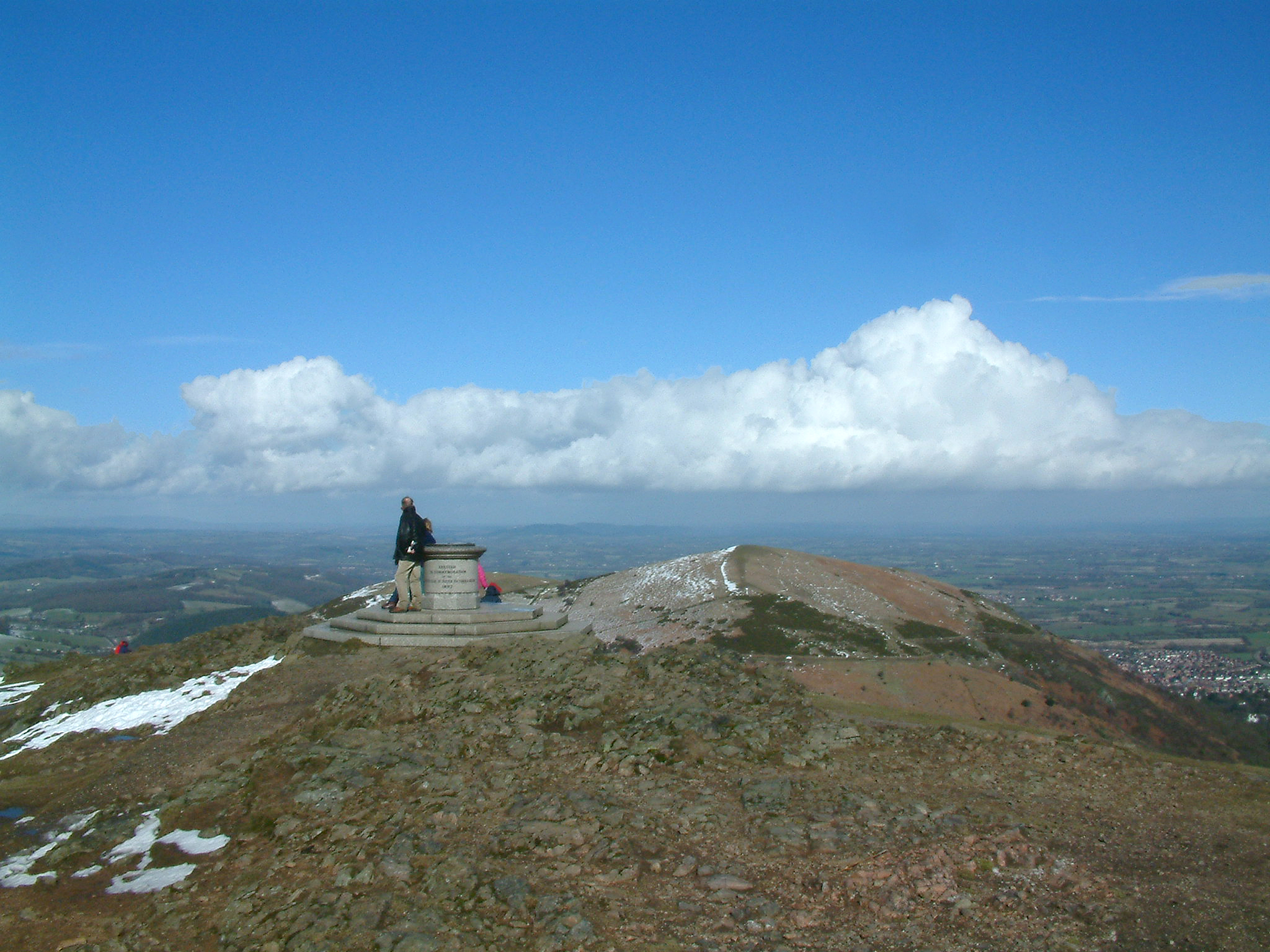
Worcestershire Beacon, als Malvern Hills.

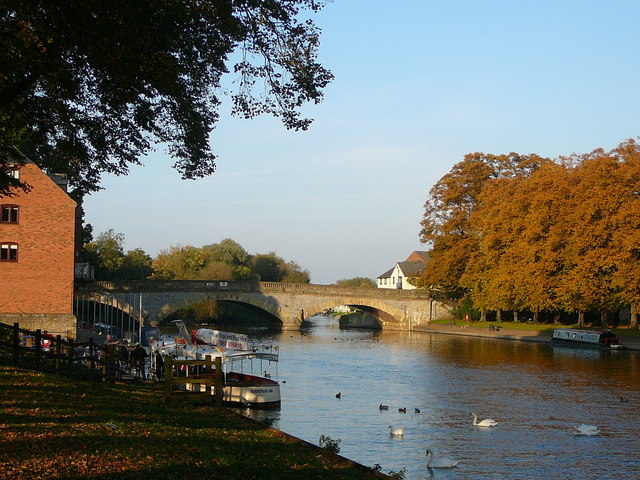
El riu Avon a Evesham

A l'oest el comtat està vorejat per una cadena de turons anomenada Malvern Hills i la ciutat termal de Malvern. Al sud del comtat està Gloucestershire i la part nord dels Cotswolds; a l'est està Warwickshire. Els principals rius que circulen per aquest comtat són el Severn i l'Avon.
Els Malvern Hills, que van des del sud del comtat fins a Herefordshire, estan constituïts principalment per roca volcànica i roca metamòrfica, alumnes de les quals daten de fa 1200 milions d'anys. Aquests turons tenen la designació d'àrea de destacada bellesa natural (AONB) i un d'ells, el Worcestershire Beacon, que fa 425m és el punt més elevat del comtat.
La resta del comtat són suaus ondulacions i terres de conreu al voltant de la vall del Severn. El Severn és el riu més llarg del Regne Unit i passa pels municipis de Bewdley, Stourport-on-Severn i Worcester. El riu Avon passa per la ciutat d'Evesham, on forma una àmplia vall, i desemboca en el Severn a Tewkesbury, Gloucestershire.
Hi ha alguns boscos de conífers i arbres caducifolis al nord del Worcestershire.

## Història
Els orígens del comtat
Worcestershire va ser el centre del regne de Hwicce, que va ser absorbit pel de Mèrcia al segle VII i va formar part d'Anglaterra des del 927. Va ser un comtat governat per un senyor (ealdorman) per un temps breu abans que al segle X esdevingués part del comte de Mèrcia. Durant els anys que van seguir la conquesta normanda, molta part del territori va estar administrat per ordes religioses: l'abadia d'Evesham, l'abadia de Pershore, el priorat de Malvern i el bisbe des de la seva càtedra a Worcester.
El darrer xèrif anglosaxó del comtat va ser Cyneweard de Laughern, i el primer xèrif normand va ser Urse d'Abetot qui va fer construir el castell de Worcester.
El 4 d'agost del 1265, Simó de Montfort, germà d'Enric III d'Anglaterra, va morir en la batalla d'Evesham.
L'any 1642, la batalla de Powick Bridge va ser el primer enfrontament seriós de la guerra civil anglesa i la batalla de Worcester del 1651 va ser el cop efectiu que va acabar definitivament amb la guerra.
Durant l'edat mitjana la principal activitat econòmica va ser el comerç de la llana. Moltes àrees dels densos boscos del comtat, com el bosc de Feckenham, el bosc de Horewell i Malvern Chase, van ser espais de caça reial, subjectes a la llei de boscos.

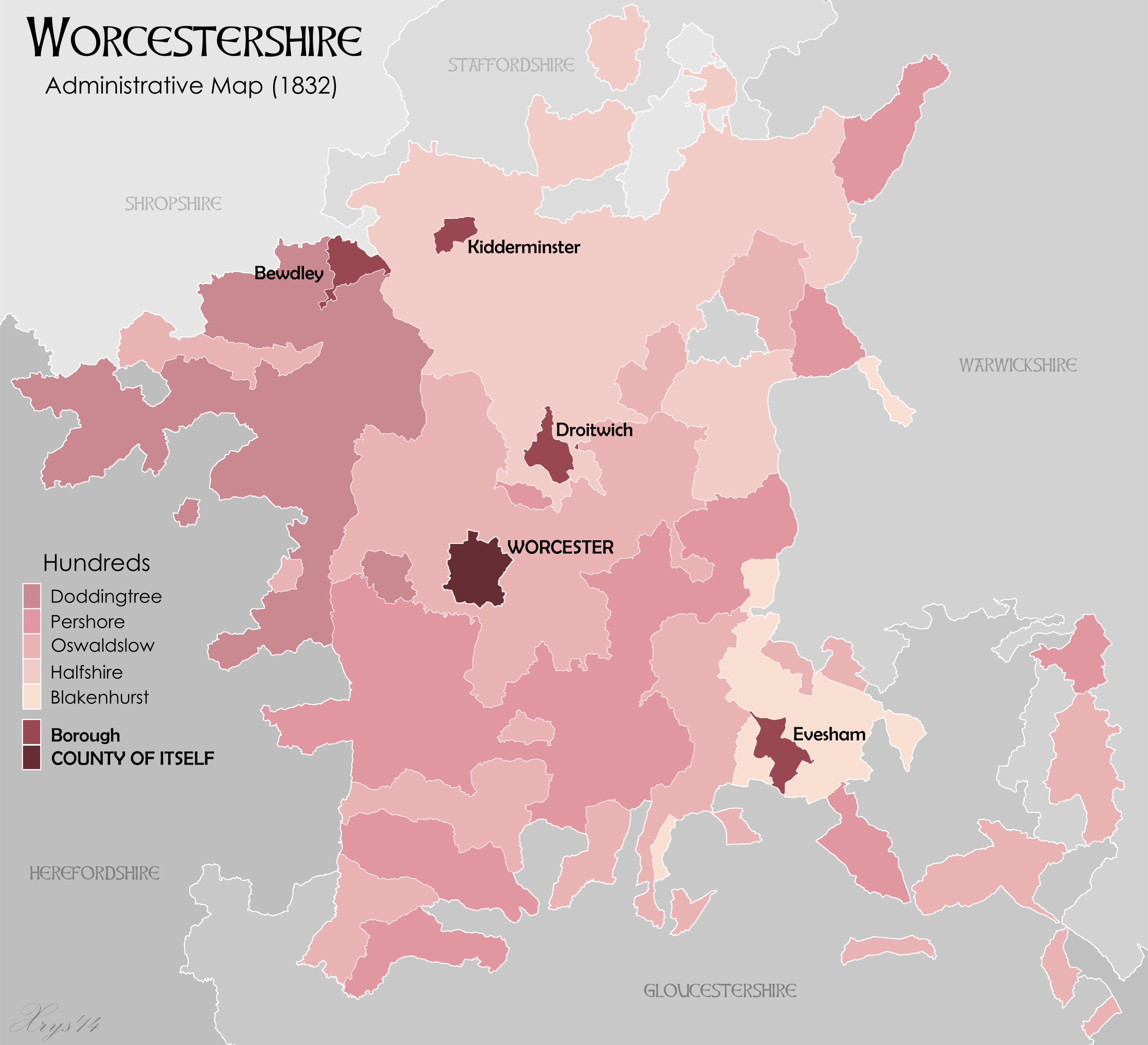
Worcestershire el 1832

En el Domesday Book, escrit el 1086 Worcestershire contenia 19 hundreds:
Ash, Came, Celfledetorn, Clent, Cresslow, Cutestornes, Doddingtree, Dudstone, Fernecumbe, Fishborough, Greston, Ossulstone, Oswaldslow, Pershore, Plegelgete, Seisdon, Tewkesbury, Tibblestone, Wolfhay, 
Algunes de les parròquies que hi havia en aquests hundreds, com Feckenham en el hundred d'Ash, o Gloucester en el hundred de Dudstone, van passar parcialment a altres comtats.
Amb els anys alguns dels hundreds es van amalgamar i quan es van abolir el 1889 només hi havia cinc:
- Blackenhurst
- Doddingtree
- Halfshire[10] (que va aplegar: Halfshire,[11] Clent[12] i Cresslow.[13]
- Oswaldslow (que va aplegar tres dels antics hundreds)
- Pershore

La contínua expansió de Birmingham en el Black Country durant i després de la revolució industrial va alterar els límits considerablement.
Canvis en les fronteres 1844–1911
Worcestershire tenia algunes àrees de terra fora de la zona geogràfica principal, que estaven completament envoltades per municipis dels comtat veïns (Warwickshire, Staffordshire, Gloucestershire, Herefordshire i Oxfordshire). Unes d'aquestes àrees eren Dudley, Evenlode, i els territoris de la rodalia de Shipston-on-Stour. Els comtats de Staffordshire, Warwickshire i Shropshire tenien també àrees d'aquest tipus enmig de Worcestershire: a Clent, Tardebigge i Halesowen/Oldbury, les quals van ser transferides a Worcestershire l'octubre del 1844 per la llei de parts separades de comtats del 1844. Tanmateix, Shipston-on-Stour va romandre dins l'administració de Worcestershire fins l'abril del 1931 i Dudley fins al 1966. La frontera sud era també una mica confusa, ja que els límits d'algunes parròquies civils penetraven en Gloucestershire i viceversa. Això va quedar definitivament resolt mitjançant la llei del 1844.
El Consell del Comtat de Worcestershire es va crear el 1888 per gestionar tot el territori de l'històric comtat llevat de dos municipis que van obtenir la categoria administrativa independent (county boroughs): Dudley i Worcester.
El districte de Balsall Heath, que originàriament era la part nord de King's Norton, va quedar sota l'administració de Birmingham, l'1 d'octubre del 1891. El districte urbà de Quinton, també va ser transferit a Birmingham el novembre del 1909. Poc després el districte rural de Yardley i la major part del districte urbà de King's Norton i Northfield, van ser absorbits per Birmingham el 9 de novembre del 1911. Per tant, aquestes àrees passaven del comtat de Worcestershire al de Warwickshire.
Canvis del 1926
L'any 1926, l'ajuntament de Dudley va comprar un territori al nord d'aquesta ciutat que pertanyien al municipi de Sedgley (Staffordshire), inclòs el castell de Dudley. Això va ser per crear una urbanització que van anomenar Priory Estate, que es va començar a constituir el 1929. Les fronteres de Worcestershire es van modificar per incloure aquesta zona construïda.
Canvis del 1966–1974
Amb la reorganització de governs locals del 1966, Dudley es va expandir més enllà de les fronteres històriques i va agafar sota la seva administració Sedgley i Brierley Hill, més el sud de Coseley i una petita secció d'Amblecote. Tot seguit Dudley va passar a ser part de Staffordshire, el comtat d'on havia agafat totes aquestes àrees. Al mateix temps, Worcestershire va guanyar un nou municipi amb estatus de county borough, anomenat Warley, que era el resultat d'unir el districte urbà d'Oldbury, el de Rowley Regis la ciutat de Smethwick i parts de Dudley i Tipton. Durant aquestes reorganitzacions, l'àrea administrativa del comtat va augmentar només perquè Stourbridge es va quedar amb la majoria del districte d'Amblecote, que pertanyia a Staffordshire i per la designació el 1964 de Redditch com a ciutat nova. Això va comportar una expansió al voltant de les viles d'Ipsley i Matchborough pertanyents a Warwickshire. El nomenament de Redditch amb la categoria de new town formava part d'un gran programa d'urbanització públic i privat en la zona de Droitwich, Worcester, Bromsgrove, Kidderminster i les poblacions perifèriques de Birmingam: Frankley, Rubery i Rednal. Frankley va quedar més endavant dividida en dos: New Frankley i l'àrea propera a l'embassament de Bartley, aquesta segona va quedar transferida al districte de Bromsgrove (Birmingham) l'abril del 1995; però l'altra part de Frankley va romandre dins de Worcestershire.
Des del 1974
A partir del 1974, les zones central i meridional del comtat van quedar amalgamades amb Herefordshire i amb el municipi de Worcester per formar tot plegat un comtat anomenat Hereford i Worcester. Els municipis de Dudley i Warley, juntament amb Stourbridge i Halesowen, van ser incorporats a un nou comtat anomenat West Midlands. El Consell del Comtat de West Midlands va existir durant uns pocs anys fins que l'abril del 1986 es va abolir, tot i que aquest comtat encara existeix per a qüestions cerimonials.
Amb les reformes administratives de la dècada del 1990 al Regne Unit, el comtat de Hereford i Worcester va quedar abolit i Worcestershire va recuperar la frontera que històricament havia tingut amb Herefordshire. El comtat de Worcestershire va tornar a ser creat l'1 d'abril del 1998 com a comtat cerimonial i administratiu, encara que no s'hi van incloure les ciutats de Dudley, Halesowen, Oldbury i Stourbridge, que van quedar com a municipis de West Midlands. El Consell del Comtat de Worcestershire es va reformar, tot i que alguns serveis es van mantenir compartits amb el nou consell de Herefordshire, com ara la gestió de residus i el servei de protecció a menors.
els antics districtes de Hereford i Worcester (Redditch, Worcester, Bromsgrove, Wychavon i Wyre Forest) van continuar existint sense gaires canvis. Però els districtes de Leominster i Malvern Hills sobrepassaven la frontera històrica, per tant es va constituir un nou districte anomenat Malvern Hills el 1974. Leominster, que havia estat part del desaparegut comtat de Hereford i Worcester, va passar totalment sota l'administració de Herefordshire.

## Poblacions

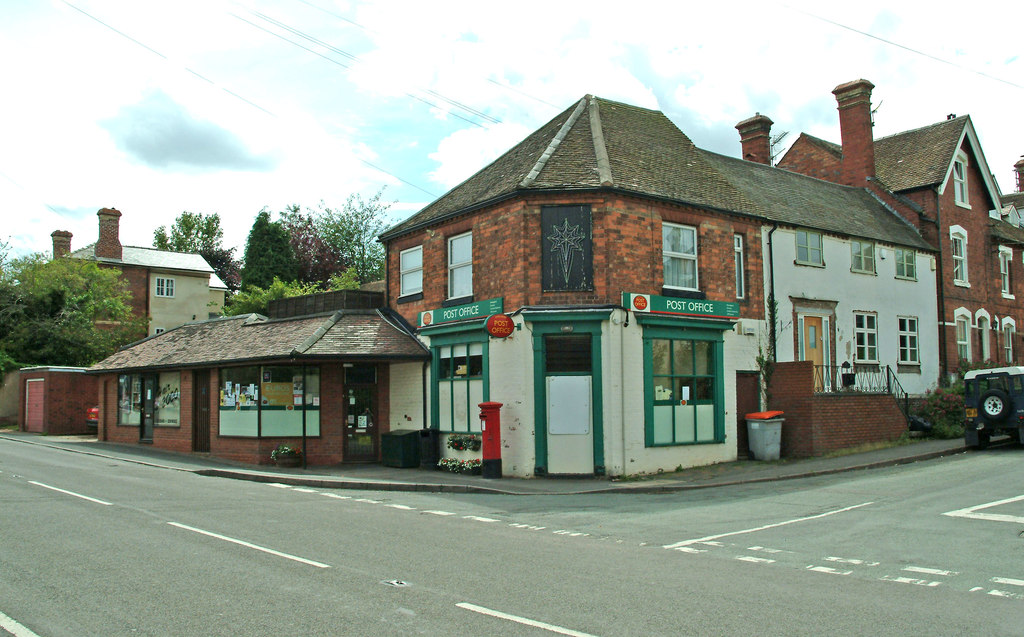
Hatlebury

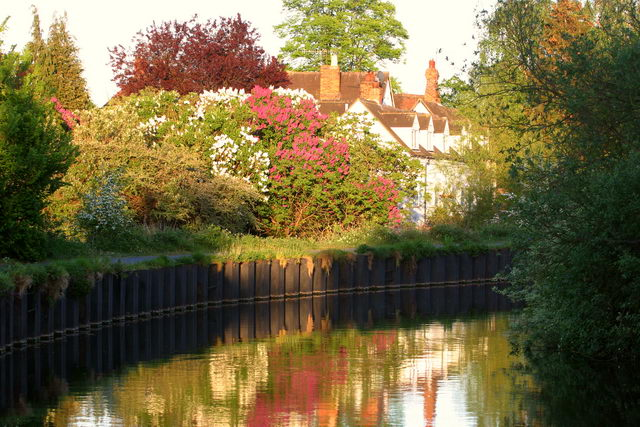
Droiwich Spa

La capital és Worcester, que també és l'única població amb categoria de city. les altres poblacions importants estan situades al voltant de Birmingham: Kidderminster, Bromsgrove i Redditch. Hi ha diverses ciutats que van néixer com a punts de trobada per fer fira de mercat: Malvern, Bewdley, Evesham, Droitwich Spa, Pershore, Tenbury Wells, Stourport-on-Severn i Upton-upon-Severn. La vila de Hartlebury va ser la seu del bisbe de Worcester des del segle xiii fins al 2007. El tipus d'habitatge tradicional és la casa rural amb teulada de palla anomenada cottage, que el pintor Arthur Claude Strahan (1865-1929) va immortalitzar en els seus quadres quan va viure a Evesham.
La següent llista són les poblacions amb més habitants, segons el cens del 2011:
- Worcester (100.153 hab)
- Redditch (81.919 hab)
- Kidderminster (55.530 hab)
- Great Malvern (36.770 hab)
- Bromsgrove (33.461 hab)
- Evesham (23.576 hab)
- Droitwich Spa (23.504 hab)
- Stourport-on-Severn (20.112 hab)
- Catshill (10.416 hab)

## Economia

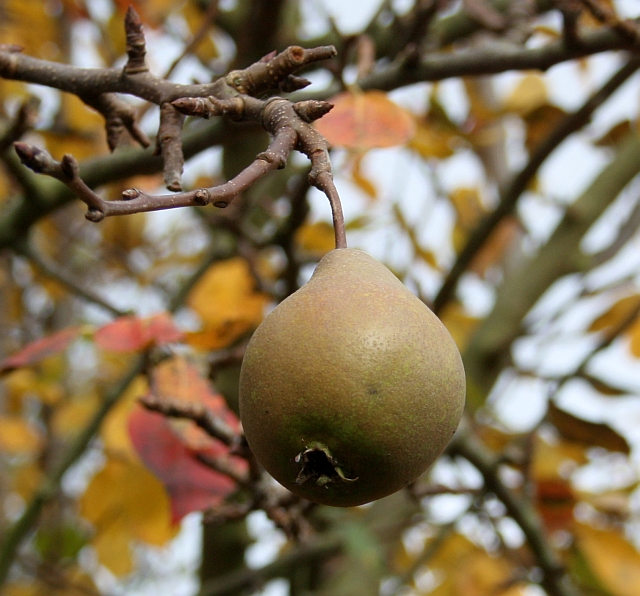
La pera negra de Worcestershire.

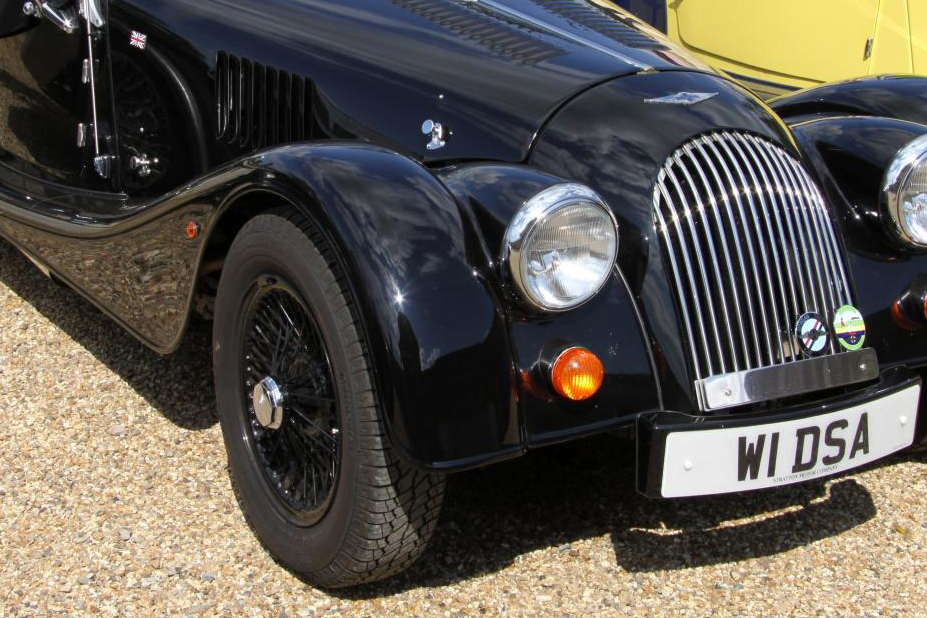
Un dels cotxes Morgan, fabricats a Malvern.

Al segle xix, Worcester va ser un centre de manufactura de guants; Kidderminster es va especialitzar en la fabricació de catifes i Redditch en la producció d'agulles, molles i hams. Droitwich Spa, situada en una zona amb dipòsits de sal, va extreure aquest condiment des de l'època romana. Totes aquestes activitats han anat perdent importància i s'han reemplaçat per d'altres. A Worcester es publica el diari més antic del món, el Berrow's Journal, fundat el 1690. Malvern va ser una de les ciutats balneari que al segle xix van prosperar, per la creença que les seves aigües eren molt pures.
La següent taula indica l'evolució del valor afegit brut de Worcestershire, desglossat per sectors, amb valors expressats en milions de lliures esterlines. La suma dels valors parcials pot no coincidir amb el valor total a causa dels arrodoniments.
| any  | valor afegit brut regional | sector primari | sector secundari | sector terciari |
| ---- | -------------------------- | -------------- | ---------------- | --------------- |
| 1995 | 5.047                      | 225            | 1.623            | 3.200           |
| 2000 | 6.679                      | 159            | 2.002            | 4.518           |
| 2003 | 7.514                      | 182            | 1.952            | 5.380           |

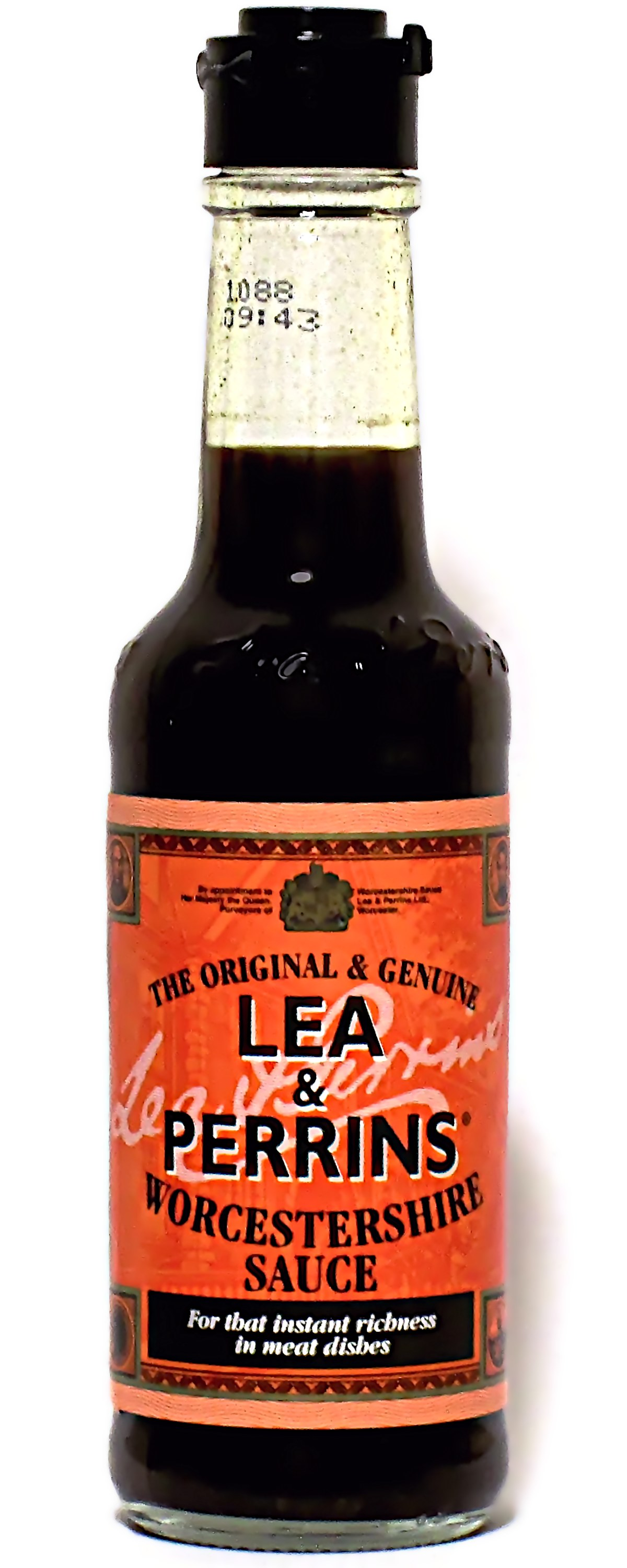
La salsa Lea & Perrins, inventada per industrials de Worcestershire.

El conreu d'arbres fruiters i de llúpol són tradicionals al comtat. Durant la darrera meitat del segle XX aquests conreus han anat en davallada, llevat del sud del comtat a la vall d'Evesham, on encara es mantenen a escala comercial juntament amb altres productes hortícoles. En l'escut heràldic de la ciutat de Worcester hi ha tres peres negres que representen una rara varietat local. Una varietat de poma, anomenada Worcester Pearmain, és originària d'aquest comtat i la pruna Pershore ve de la petita vila que té aquest nom, però es conrea a tot Worcestershire.
Aquest és un comtat també conegut per altres productes, com la salsa de Worcestershire, fabricada per la marca Lea & Perrins a la ciutat de Worcester, o com els objectes de porcellana fets a la fàbrica Royal Porcelain actualment tancada. La ciutat de Malvern és la seu de la fàbrica Morgan de cotxes esportius.